# Гаура Санђерулуј (Муреш)
Гаура Санђерулуј (рум. Gaura Sângerului) насеље је у Румунији у округу Муреш у општини Зау Де Кампије. Oпштина се налази на надморској висини од 304 m.

## Становништво
Према подацима из 2002. године у насељу је живело 126 становника, од којих су сви румунске националности.